# 클레어 밴더붐
클레어 밴더붐(영어: Claire van der Boom, 1983년 ~ )은 오스트레일리아의 배우이다.

## 출연 작품
- 배틀크릭 (2017)
- 게임 오브 사일런스 (2016)
- 디어 엘리너 (2016)
- 어 이어 앤 체인지 (2015)
- 제 34 대대 (2015)
- 크로닉 (2015)
- 브루클린의 멋진 주말 (2014)
- Record (2013) - 단편
- 비니스 더 시트 (2012)
- 시스터스 오브 워 (2010)
- 터프 트레이드 (2010)
- 레드 힐 (2010)
- 더 스퀘어 (2008)
- 카툼바 (2007)
- 러브 마이 웨이 (2004)

### 텔레비전
- 하와이 파이브-오 시즌1 (2010)